# حي البياض

حي البياض هو أحد أحياء مدينة حماة في سورية. يقع في الجهة الغربية الجنوبية لمدينة حماة.

## الجوامع
1. جامع بلال الحبشي
2. جامع المحسنين
3. جامع الإحسان